# 파스칼 심봉다
파스칼 심봉다(프랑스어: Pascal Chimbonda, 1979년 2월 21일, 과들루프 레자빔 ~ )는 프랑스의 전 축구 선수이다. 심봉다는 과거 선수시절 중앙 수비수로 뛸 수 있지만 주로 오른쪽 수비수로 알려져 있었다. 그는 공격 지향적인 스타일과 안정된 수비력이 겸비된 선수로 평가받는다.

## 클럽 경력

### 초기
파스칼 심봉다는 1999년 그의 현역 커리어를 프랑스의 르아브르 AC에서 시작하였다. 그는 그해 4월 29일 RC 스트라스부르와의 경기에서 데뷔전을 치렀다. 심봉다는 4년간 그 클럽에서 2부 리그로 강등당하기 전까지 뛰었고 SC 바스티아로 이적하였다. 이적후 그는 AS 생테티엔과의 경기에서 크게 진 후 팬들로부터 인종 차별적인 모욕을 받았다. 이는 후에 결국 그를 클럽을 떠나게 만들었다.
바티스타의 2005년 7월 강등 이후 심봉다는 올랭피크 드 마르세유의 제의를 거절하고 영국 프리미어리그의 위건 애슬레틱과 50만 파운드의 이적료로 3년 계약을 하였다. 그는 "세계 최고의 선수들과 경쟁할 완벽할 기회를 갖는 것에 대해 준비가 되었다"라며 위건으로의 이적을 설명하였다.

### 위건
그의 첫 시즌인 2005-06 시즌에서 심봉다는 PFA 올해의 팀에서 게리 네빌, 스티브 피넌, 파울루 페헤이라를 제치고 최고의 오른쪽 풀백으로 선정되었다.
그는 1백만파운드 이상의 이적 제의를 허락한다는 조항에 따라 맨체스터 유나이티드, 아스널, 웨스트 햄와 링크되었다. 2005-06 시즌 마지막 날인 2006년 5월 7일, 그는 아스널과의 경기에서 진 후에 위건에게 이적 요청을 하였다. 이것은 그가 위건과 4년 계약 연장을 협상한 지 6개월밖에 지나지 않았기 때문에 누구보다 높은 급료를 제시하였던 위건의 경영진을 화나게 만들었다. 경영진은 "만약 그가 팔리지 않는다면 계약이 끝날 때까지 리저브 매치에서만 뛸것이다" 라고 말하였다.
토트넘 홋스퍼는 2백만 파운드를 제시후 3백만 파운드로 금액을 올렸다. 하지만 위건이 "6백만 파운드 이하의 오퍼는 받아들이지 않을것"이라는 입장을 고수함에 따라 두 제의 모두 거절당하였다. 심봉다의 에이전트인 윌리 맥케이는 "팀이 선수의 결정에 간섭할 수 없다"고 맞섰고, 게다가 "3백만 파운드는 엄청난 금액"이라며 심봉다 또한 토트넘으로의 이적을 원하고 있었다. 심봉다는 토트넘으로의 이적은 꿈으로 한발짝 다가서는 것에 도움이 될 것이라며 위건을 "디딤돌"이라 묘사하였다. 웨스트 햄 또한 4백만 파운드의 반복된 이적 제안을 했지만 정해진 금액(6백만 파운드)에 미치지 못한다는 이유로 거절되었다.
그는 2006년 8월 8일 레딩과의 경기에서 79분 결승골을 득점한 에밀 헤스키와 교체로 들어가며 마지막 경기를 뛰었다.

### 토트넘
2006년 8월 31일, 위건은 결국 토트넘으로부터 4백 5십만 파운드의 제의를 받아들였고, 이적 시장 마지막날 자정 직전에 이적이 완료되었다. 그는 그해 9월 9일 맨체스터 유나이티드와의 홈 경기에서 데뷔전을 가졌다.
심봉다는 2-1로 승리한 첼시와의 경기에서 프랭크 램퍼드의 과격한 태클로 무릎 인대가 손상되었다. 경기 이후 당시 감독이었던 마르틴 욜은 그의 투혼 정신을 언급하며 높이 칭찬하였다. 하지만 2007년 1월 14일 뉴캐슬 유나이티드와의 경기에서 뉴캐슬 미드필더 니키 버트의 얼굴을 손으로 가격하면서 논란에 휘말렸다. 이 사건은 양팀 선수들간의 싸움을 일으켰다.
그는 2007년 1월 20일 풀럼과의 1-1 무승부로 끝난 경기에서 동점골을 넣었다. 2008년 2월 24일, 런던 뉴 웸블리 스타디움에서 열린 2007-08 칼링컵 결승에서 왼쪽 풀백으로 나오면서 2-1 승리를 거두고 최초의 대회 우승을 경험하였다. 2008년 3월 12일, 심봉다는 UEFA컵 2007-08시즌 PSV 에인트호번과의 16강전 승부차기에서 중요한 페널티를 실축하며 PSV 에인트호번은 8강에 진출하였고 토트넘은 탈락하였다.
2007-08 시즌 동안 심봉다는 애스턴 빌라, 뉴캐슬 유나이티드으로부터 관심을 받아왔고 이적 루머에 휩싸였다. 하지만 그는 연장 계약을 체결하고 팀에 잔류하고 싶다는 바람을 드러냈다.
이적 링크가 난 후, 후안데 라모스 감독의 재임 시절, 그의 플레이 스타일보다 적극적인 풀백을 원해 선덜랜드로 스테드 말브랑크와 같이 이적하게 되었다. 하지만 딱 1시즌이 지나고 난 후, 해리 레드냅 감독이 다시 그를 찾게 되며 토트넘 홋스퍼로 복귀하게 되었으나, 그 해 블랙번 로버스로 다시 이적하였다.

### 블랙번
심봉다는 2009년 8월 27일 블랙번에 입단하였다.

### 퀸스파크레인저스
2011년 1월 21일 심봉다는 퀸스 파크 레인저스(QPR)와 계약했으나, 그 해 방출되었다.

### 돈캐스터 로버스
2011-12 시즌 돈캐스터 로버스에서 뛰었다.

## 국가대표 경력
심봉다는 이전 국가대표 경력이 없음에도 불구하고 그는 클럽에서의 인상깊은 플레이로 2006년 월드컵 프랑스 국가대표팀에 선발되었다.
2006년 5월 31일 독일 월드컵 이전에 가진 덴마크와의 2-0으로 승리한 친선 경기에서 경기 후반 87분 윌리 사뇰과 교체되어 들어가며 데뷔전을 치렀다. 하지만 독일 월드컵 본선에서는 경기에 출장하지 못하였으며 그 이후로는 대표팀에 선발되지 않았다.

## 수상 경력
토트넘 홋스퍼
- 2007-08 시즌 칼링 컵 우승